# Powiat Isumi
Powiat Isumi (jap. 夷隅郡 Isumi-gun) – powiat w Japonii, w prefekturze Chiba. W 2024 roku liczył 14 905 mieszkańców.

## Miejscowości
- Onjuku
- Ōtaki